# Yvrandes
Yvrandes és un municipi delegat de França, situat al departament de l'Orne a la regió de Normandia. L'1 de gener de 2015, Yvrandes es va associar amb sis municipis i formar el municipi nou de Tinchebray-Bocage.